# Psylla forcipata
Psylla forcipata är en insektsart som beskrevs av Leonard D. Tuthill 1964. Psylla forcipata ingår i släktet Psylla och familjen rundbladloppor. Inga underarter finns listade i Catalogue of Life.